# 에어테이블
에어테이블(Airtable)은 샌프란시스코에 본사를 둔 클라우드 협업 서비스다.

## 기능
Howie Liu, Andrew Ofstad 및 Emmett Nicholas에 의해 2012년에 설립되었다. 사용 시 데이터베이스 기능이 있는 스프레드 시트가 중심이 된다. 테이블의 필드는 스프레드 시트의 셀과 유사하지만 '확인란', '전화 번호'및 '드롭 다운 목록'과 같은 유형이 있으며 이미지와 같은 첨부 파일을 추가할 수 있다. 사용자는 데이터베이스를 작성하고, 열 유형을 설정하고, 레코드를 추가하고, 테이블을 서로 연결하고, 협업하고, 레코드를 정렬하고, 외부 웹 사이트에 이를 임베딩할 수 있다.

## 같이 보기
- 협업 소프트웨어